# Marion-Nunatakker
Die Marion-Nunatakker (französisch Sommet Marion) sind eine kleine Gruppe bis zu 600 m hoher Nunatakker auf der westantarktischen Charcot-Insel. Sie ragen auf halbem Weg zwischen Mount Monique und Mount Martine im Norden der Insel auf.
Teilnehmer der Fünften Französischen Antarktisexpedition (1908–1910) unter der Leitung des Polarforschers Jean-Baptiste Charcot entdeckten und kartierten sie am 11. Januar 1910. Charcot benannte sie nach seiner ältesten Tochter Marion (1895–1927). Das Advisory Committee on Antarctic Names übertrug 1950 die französische Benennung ins Englische. Luftaufnahmen der US-amerikanischen Operation Highjump (1946–1947) dienten dem britischen Geographen Derek Searle im Jahr 1960 der Kartierung.